# Вазоконстрикција
Вазоконстрикција је медицински појам који означава сужавање лумена крвног суда изазвано стезањем (са повећањем крвног притиска, успорењем крвотока и опадањем телесне температуре). Настаје због контракције (стезања) глатких мишићних ћелија у средњем слоју крвног суда (лат. tunica media). 
Вазоконстрикција је супротни процес од вазодилатације или ширења лумена крвних судова које настаје због релаксације глатких мишићних ћелија у средњем слоју крвног суда.
Вазоконстрикција као физиолошки процес обично настаје као заштитни механизам након повреда неког крвног суда како би зауставила крварење, и први је корак ка хемостази.
Као директна последица вазоконстрикције настаје повећање крвног притиска, успорен проток крви кроз кроз циркулаторни систем и хипотермијом (снижење телесне температуре). 

## Етиопатогенеза
Вазоконстрикцијом крвног суда остварује се важне физиолошке функције: 
1. Примерено ограничења снабдевање ткива крвљу (хемостаза),
2. Регулација крвног притиска и запремине
Једна је од најважнијих функција аутономнога нервног система у контроли крвног притиска је вазоконстрикција артерија, која настаје неколико секунди након активирања механизма смањења протока крви из једног дела тела у други. Аутономни нервни систем не стеже само артерије већ и вене, због чега се велика количина крви премешта у срце, па оно сваким ударцем избацује већу количину крви у артерије, што са вазоконстрикцијом артерија доприноси дањем повишењу крвног притиска. 
3. Регулација телесне температуре
Вазоконстрикција је важан физиолошки механизам регулацији телесне температуре (терморегулација). Успорен проток крви кроз циркулаторни систем има за последицу, у првој фази смањени губитак топлоте а потом и хипотермију. Наиме периферна вазоконстрикција - која се јавља као резултат симпатичке стимулације глатких мишића који окружују артериоле, доводи до њиховог стезања (контракције) и смањеног протока крви према површини тела чиме се смањују губитак топлоте преко коже.

### Механизми контроле
Три главна механизма вазоконстрикције су: ауторегулација, нервна регулација и регулација материјама раствореним у крви.
Ткивна ауторегулација
Уторегулација контролише сопствени проток крви, стално га прилагођујући својим метаболичким потребама. Ауторегулација је независна од других начинима регулације, а остварује се брзим променама пречника артериола, метаартериола и преткапиларних сфинктера. 
Нервна регулација
Ппроток крви је под непосредном контролом вазомоторички центар у продуженој мождини и мосту, из којега потичу симпатичка и парасимпатичком аутономна нервна влакна, која инервишу кардиоваскуларни систем. Парасимпатичком влакна на крвне судове делују сразмерно слабо, али имају важан утицај на рад срца. Симпатичка влакна имају много већи значај у регулацији вазомоторике јер делују вазоконстрикцијски на крвне судове у целом телу, јер њихови завршеци ослобађају норадреналин.
Једна је од најважнијих функција аутономног нервног система је у контроли циркулаторног протока и брзом порасту крвног притиска, који настаје неколико секунди након активирања симпатикуса, примарно као последица стезања артериола (вазоспазма). Симпатикус стеже и вене, због чега се велика количина крви премешта у срце, па оно сваком контракцијом избацује већу количину крви у артерије, што такође, додатно утиче на пораст крвног притиска.

## Вазоконстриктори
Вазоконстриктори су средства која се у медицини користе за лијечење хипотензије (ниског крвног притиска).
Најважније материје растворене у крви које делују у регулацији вазоконстрикције су норадреналин, адреналин, ангиотензин и вазопресин.